# Impétigo
El impétigo es una enfermedad bacteriana infecciosa superficial de la piel que se presenta con mayor frecuencia en los niños. Se clasifica en impétigo primario cuando se trata de una invasión bacteriana directa a la piel anteriormente normal, o impétigo secundario o común, cuando la infección es secundaria a otras enfermedades cutáneas subyacentes que afectan la barrera cutánea, como la sarna o el eccema. El impétigo también se clasifica como bulloso o no bulloso. El impétigo bulloso presenta ampollas.

## Epidemiología
El impétigo es una enfermedad común, en particular en los niños pequeños. Es el tercer trastorno cutáneo más común en los niños después de la dermatitis/eccema y las verrugas virales. La incidencia máxima se da entre los dos y los cinco o seis años. Su prevalencia es mayor en países tropicales y subtropicales, y durante los meses de verano en otros países.
El impétigo se asocia con una higiene deficiente y suele coexistir con la escabiosis.

## Etiología
Entre las bacterias asociadas con el desarrollo de diversas infecciones de la piel, las más frecuentes son el Streptococcus pyogenes y el Staphylococcus aureus.
Los estreptococos del grupo A (Streptococcus pyogenes) son la causa de impétigo más frecuente, aunque también pueden causarlo los serotipos C y G. Las cepas que producen impétigo son diferentes de las que producen infecciones en la garganta. El patrón genotípico emm del Streptococcus pyogenes que produce impétigo suele ser D, y el que produce infecciones de la garganta suele ser AC. El patrón E puede producir ambas infecciones.
Estas bacterias habitan en la piel y en la nariz. Cuando se producen erosiones o heridas, las bacterias penetran en la piel y provocan una infección. Las áreas infectadas muestran enrojecimiento, hinchazón y vesículas o ampollas, que van llenándose de pus y se rompen con facilidad, liberando su contenido, que al secarse origina costras de color miel.
Estas bacterias se propagan mediante contacto directo con el moco de la nariz o la garganta de las personas infectadas o mediante contacto con las heridas o lesiones de la piel. Las personas enfermas, tales como las que tienen infección de garganta o infecciones cutáneas, son más susceptibles de propagar la infección. Las personas que son portadoras de las bacterias no tienen síntomas y son mucho menos contagiosas. Es poco probable que los artículos caseros, tales como los platos, tazas o juguetes propaguen estas bacterias.

## Cuadro clínico
El impétigo se caracteriza por la aparición de vesículas o ampollas en la piel, que al romperse originan costras de color miel (melicéricas). Se puede afectar cualquier área cutánea del cuerpo, pero las lesiones del impétigo son más frecuentes en las zonas no cubiertas por la ropa, como la cara, la zona alrededor de la boca, la nariz, los oídos, los brazos y las piernas. No dejan cicatriz, pero pueden causar trastornos de la pigmentación que llegan a persistir meses. El impétigo puede afectar a cualquier persona de cualquier edad, pero es más frecuente en niños de 2 a 5 años.

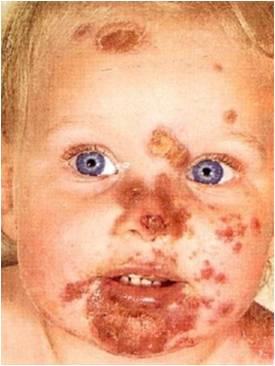
Niño con impétigo facial

### Impétigo no bulloso o costroso
El impétigo no bulloso, comienza con una mácula o pápula enrojecida que se convierte rápidamente en una vesícula. La vesícula se rompe fácilmente por la erosión y su contenido se seca dando lugar a una costra característica coloreada como la miel ("melicérica") la cual suele producir prurito. A partir de la primera lesión puede extenderse mediante autoinoculación. El impétigo no bulloso afecta principalmente la cara y la zona expuesta de las extremidades. Aun cuando no reciba tratamiento, esta variante de la enfermedad se resuelve sin dejar cicatriz en algunas semanas.

### Impétigo bulloso o ampolloso
El impétigo bulloso afecta principalmente a los bebes recién nacidos, pero también se ve en otras edades. Es producido por el S. aureus productor de toxinas, siendo una variante localizada del síndrome de piel escaldada. Las vesículas superficiales aumentan rápidamente de tamaño, formando bullas flácidas con márgenes bien definidos y sin eritema circundante.  Cuando la bulla se rompe, quedan costras amarillas rezumantes.

## Diagnóstico diferencial

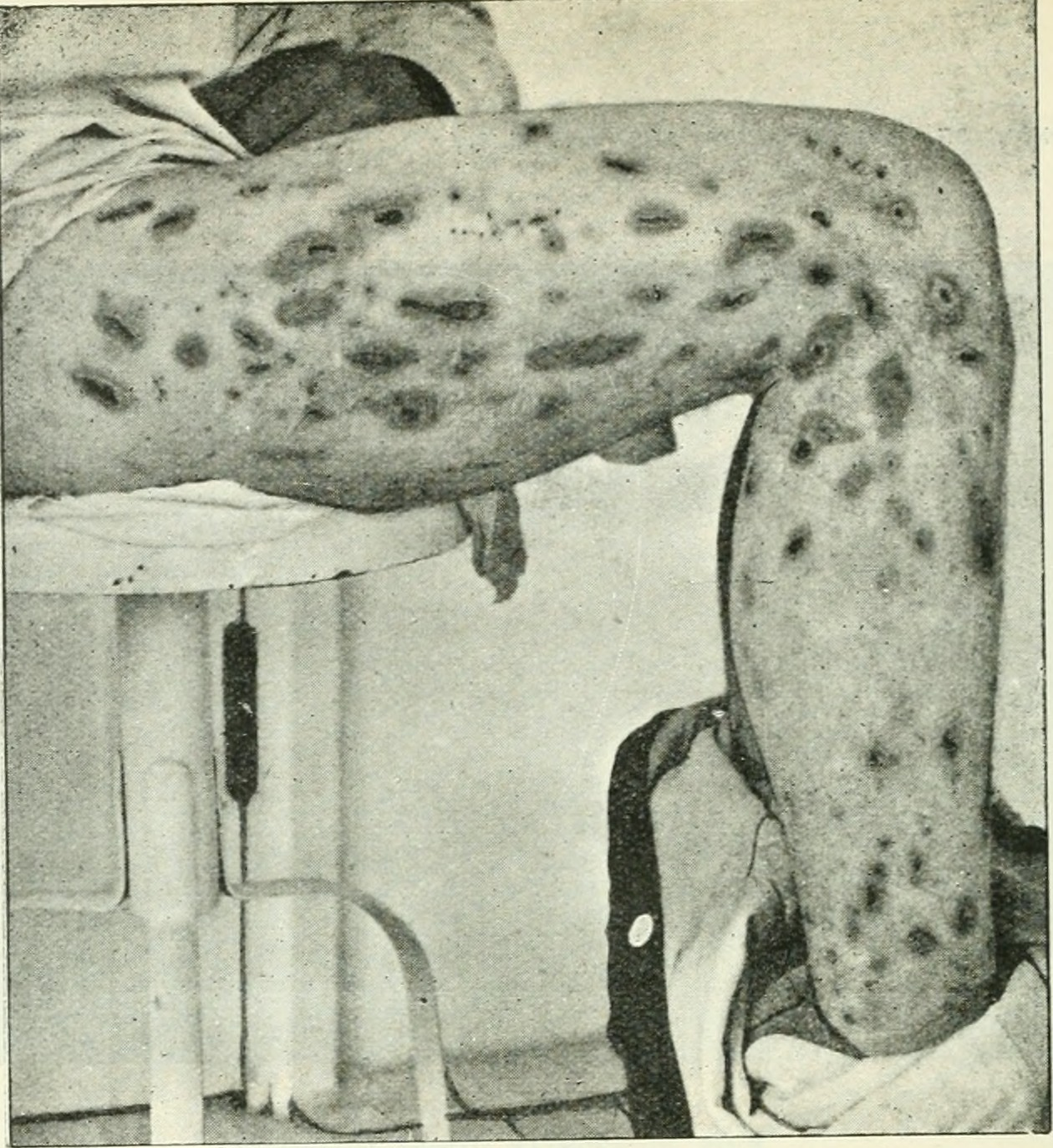
«Linear impetigo», en The British journal of dermatology.

Existen varias enfermedades cuya presentación clínica puede confundirse con el impétigo:
- Dermatitis atópica.
- Candidiasis.
- Dermatitis de contacto.
- Dermatofitosis.
- Lupus discoide.
- Ectima gangrenoso.
- Herpes simple.
- Picadura de insecto.
- Pénfigo foliáceo.
- Escabiosis.
- Síndrome de Sweet.
- Varicela.

## Tratamiento para el impetigos.
Existen las siguientes alternativas de tratamiento:
1. Tratamiento expectante en espera de una resolución natural sólo realizando medidas de higiene.
2. Desinfectantes tópicos, tales como solución salina, hexaclorofeno, povidona yodada y clorhexidina. Sin embargo, su uso no ha demostrado aporte en la recuperabilidad de las lesiones.[5]
3. Antibióticos tópicos, tales como ozenoxacino, neomicina, bacitracina, polimixina B, gentamicina, ácido fusídico, mupirocina o la combinación tópica de esteroides con antibióticos. De estos, los más utilizados son la mupirocina y el ácido fusídico en pomada (3 veces al día durante 7-10 días). El más actualizado es el ozenoxacino en crema (2 veces al día durante 5 días), un nuevo antibiótico tópico bactericida de última generación que erradica de forma eficaz y rápida las bacterias causantes del impétigo. Ozenoxacino es activo frente a cepas sensibles y resistentes de S.aureus y S.pyogenes (SARM).[5][7]
4. Antibióticos sistémicos, tales como penicilina, cloxacilina o flucloxacilina, amoxicilina con ácido clavulánico, eritromicina, cefalexina. La penicilina y la amoxicilina, son menos efectivos que los otros antibióticos.[5]

Si no se trata, el impétigo puede originar diversas complicaciones, por ejemplo nefritis.
El tratamiento de las personas infectadas con un antibiótico por 24 horas o más tiempo elimina por lo general su capacidad de propagar la bacteria. Sin embargo, es importante completar el régimen completo de antibióticos tal como se les ha recetado.

## Profilaxis
El impétigo es una enfermedad infecciosa que se transmite a otras áreas de piel sana en la misma persona y a personas diferentes. Para prevenir su contagio y aparición deben cumplirse normas básicas de higiene como:
1. Baño diario.
2. Mantener las uñas cortas y limpias.
3. Lavado de ropa que haya estado en contacto con las lesiones del impétigo con agua caliente y jabón.
4. Tratar de no reventarse las alteraciones que se presenten en la piel.
5. Aplicarse un jabón que se llama Yodopack que ayuda a la rápida cicatrización.
6. Utilizar toallas desechables.

## Impétigo en los animales
Es causado por Staphylococcus intermedius. Es una afección leve que suele pasar inadvertida y cura espontáneamente. Afecta a animales jóvenes, con pústulas sobre las zonas de piel desprovistas de pelo. Las lesiones son indoloras, apruríticas y se rompen con facilidad dejando un exudado de color amarillento. 
Para su tratamiento se emplean sustancias antisépticas y, en los casos más graves, antibióticos. Es importante la corrección de factores de manejo y de alimentación.